# TMF Awards
De TMF Awards was een muziekprijs, die jaarlijks werd uitgereikt door muziekzender TMF. Het publiek kon kiezen uit genomineerden.
Er was een Belgische versie, TMF Awards (België) en een Nederlandse versie, TMF Awards (Nederland).